# Ludwig Leo (Reeder)
Ludwig Leo (* in Königsberg i. Pr.; † 1915 ebenda) war ein deutscher Kaufmann in Königsberg i. Pr.

## Leben
Leo wurde in eine jüdische Familie geboren und heiratete in die Reederei Marcus Cohn & Sohn ein. Später wurde er ihr Eigentümer. Ab 1873 war Leo unbesoldeter Stadtrat. 1876 erhielt er das Dezernat der städtischen Handelsgebäude. Als er 1902 nach 28 Jahren ausschied, wurde er Stadtältester. 1907 verlieh ihm Ostpreußens Provinzialhauptstadt die Ehrenbürgerschaft. Ihm zu Ehren wurde eine Straße in Amalienau nach ihm benannt. 1933, zu Beginn der Zeit des Nationalsozialismus, wurde sie in Dieffenbachstraße umbenannt.